# Garde républicaine
Die Garde républicaine (deutsch Republikanische Garde) ist ein französischer Polizeiverband der Gendarmerie nationale, die dem  Verteidigungsministerium unterstellt ist.
Sie besteht aus zwei Infanterie-Regimentern und einem Kavallerie-Regiment. Zusätzlich gibt es noch ein Orchester. Der Garde républicaine obliegen sowohl Schutzfunktionen als auch repräsentative und protokollarische Aufgaben.

## Aufgaben

### 1errégiment d’infanterie

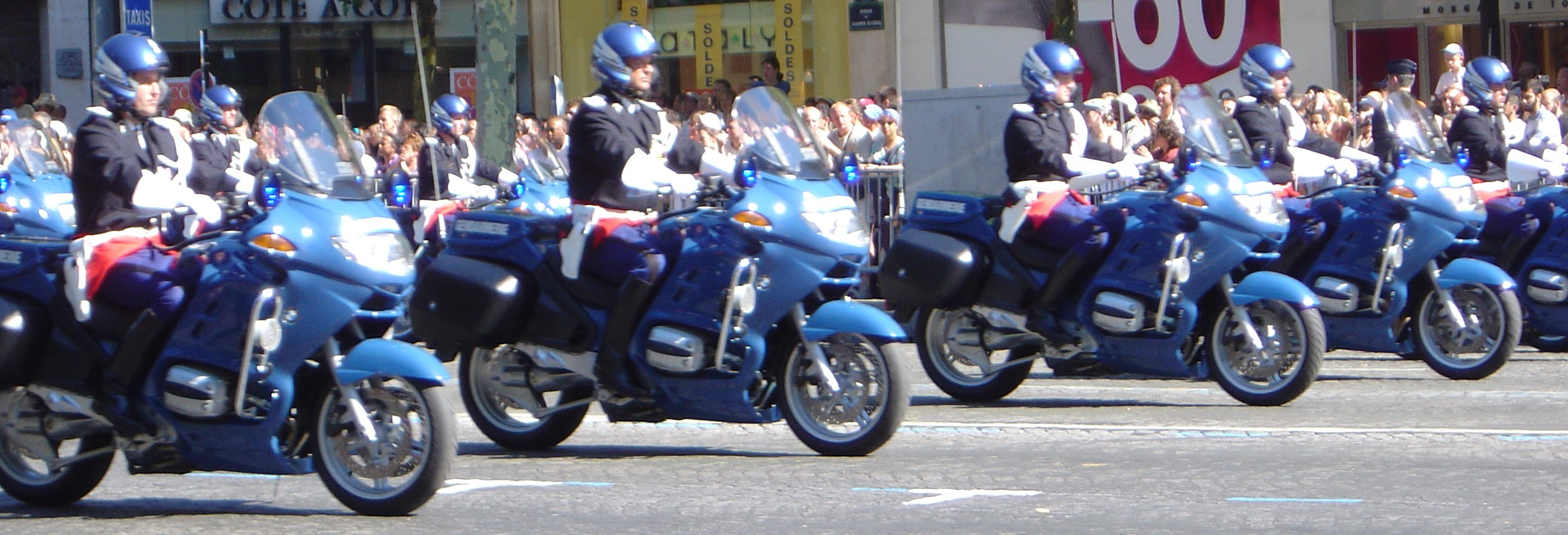
Motorradeinheit am 14. Juli 2003, zum Nationalfeiertag auf den Champs-Élysées.

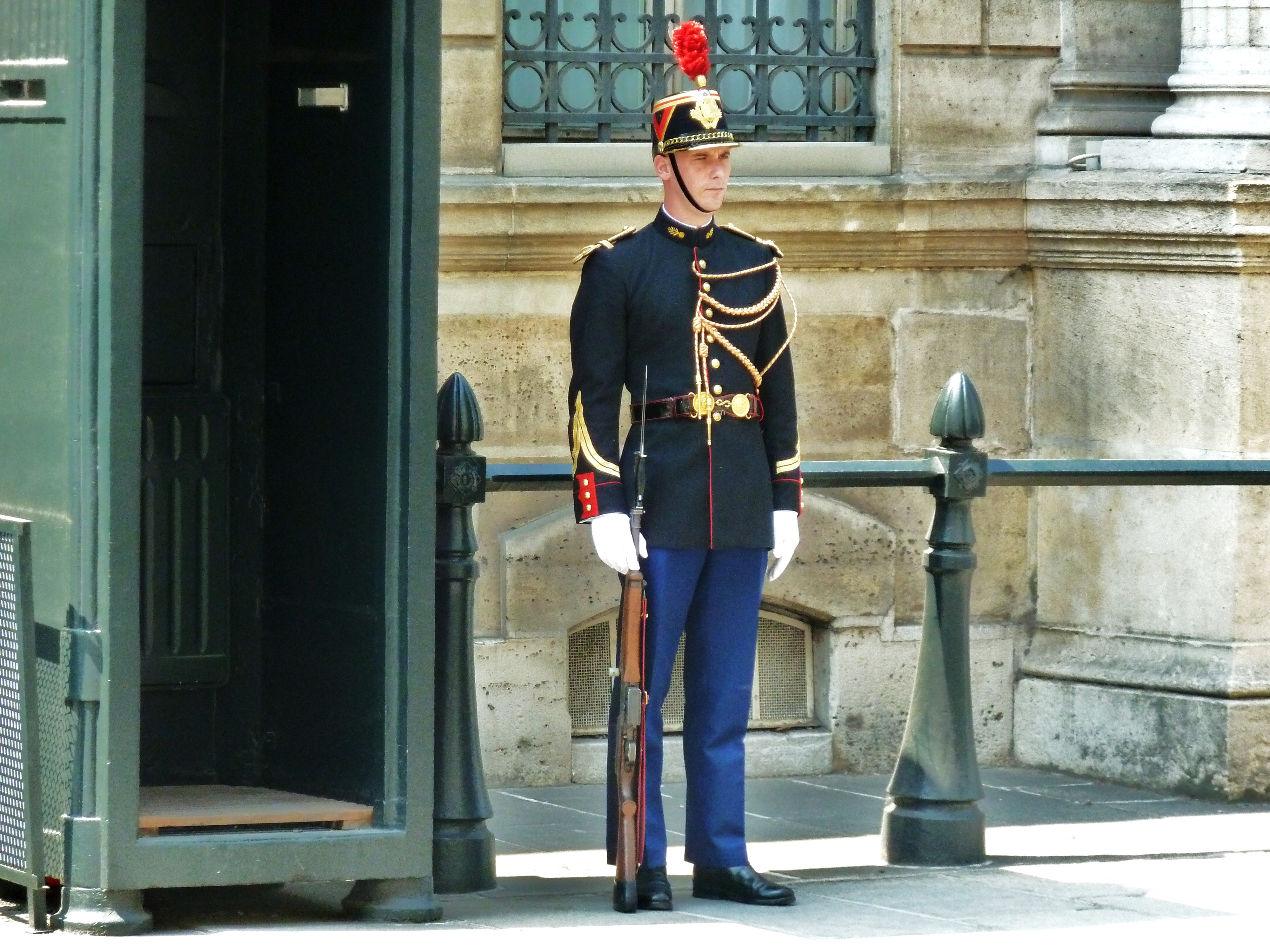
Garde républicaine auf der Rue du Faubourg Saint-Honoré

Das Regiment hat eine Stärke von 830 Soldaten und besteht aus drei Ehrenkompanien 400 Gendarmen, einer Kompanie mit 240 Gendarmen zur Bewachung des Staatspräsidenten, einem Fanfarenzug für protokollarische Aufgaben, einer Spezialeinheit und einer Motorradeinheit, die auch bei der Tour de France Dienst tut und Stunts und Shows mit ihren Motorrädern vorführt. Die Angehörigen des Wachverbandes stellen vor dem Amtssitz des Präsidenten in der Rue du Faubourg Saint-Honoré die Wache.

### 2erégiment d’infanterie
Das Regiment hat eine Stärke von 1.350 Soldaten. Zwei Kompanien bewachen die Ministerien und vier Kompanien die beiden Kammern des Parlaments. Eine Ehrenkompanie hat ständig Dienst im Parlament, zu besonderen Anlässen werden auch Ehrenformationen zu großen öffentlichen Veranstaltungen – wie etwa an der Académie française oder auch zu den Internationalen Filmfestspielen von Cannes – gestellt. Zudem existiert eine Abteilung zum Schutz von wichtigen Gästen des französischen Staates.

### Le régiment de cavalerie

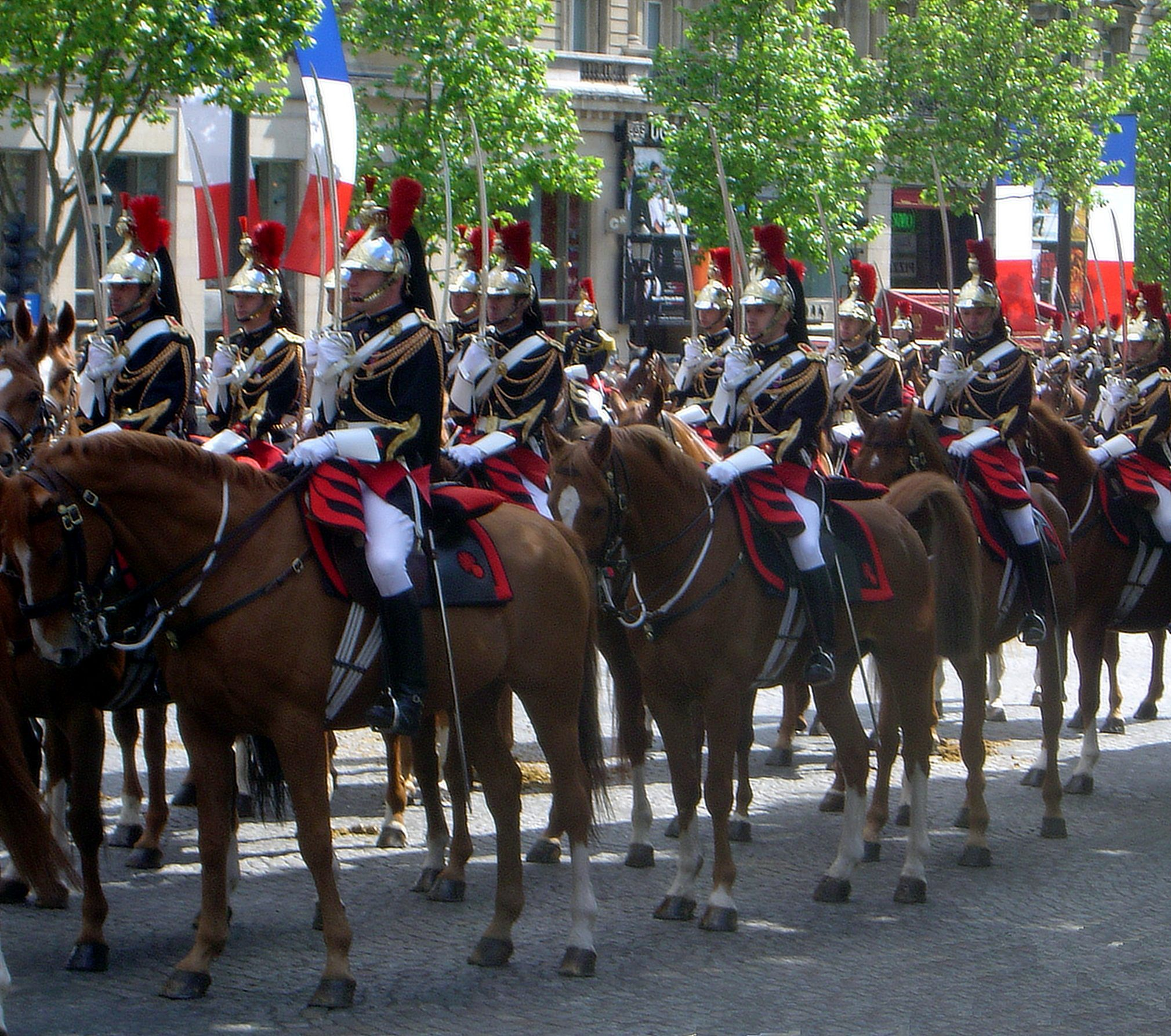
Kavallerie am 8. Mai 2005 zur Feier des Jahrestages des Sieges im Zweiten Weltkrieg

Das Regiment hat eine Stärke von 560 Soldaten mit 500 Pferden. Zu seinen Aufgaben gehört die Begleitung des französischen Präsidenten und die Ehrenwache zu Fuß für Staatsgäste. Das Regiment führt auch reiterische historische Aufführungen vor Publikum auf.

### Orchestre de la garde républicaine

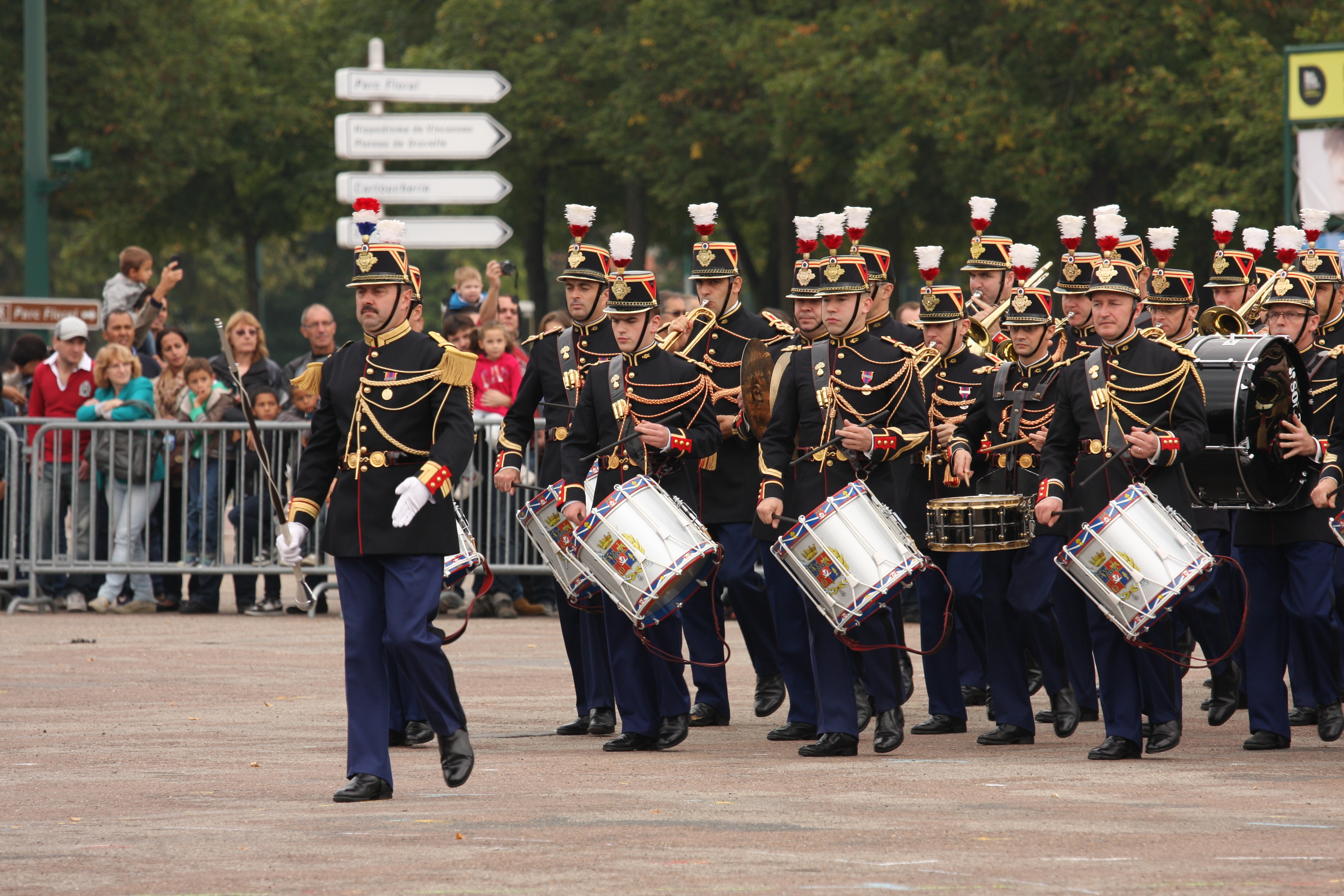
Musique de la Garde im September 2013

Es besteht aus zwei Ensembles mit 80 und 40 Musikern und interpretiert Musik des 17. Jahrhunderts.

## Geschichte
Die Garde républicaine wurde am 5. Mai 1848 gegründet, einen Tag nach der Proklamation der Zweiten Französischen Republik durch die neu gewählte Nationalversammlung. Sie löste die Garde municipale de Paris ab, welche zuvor die nunmehr siegreichen Aufständischen bekämpft hatte. Damals wurden zwei Regimenter mit 118 Offizieren, 2.200 Fußsoldaten und 600 Berittenen aufgestellt. Finanziert wurde sie je zur Hälfte von der Stadt Paris und der französischen Republik. Ihre Aufgabe war es die Sicherheit in Paris aufrechtzuerhalten und Ehrendienste zu leisten.
Während des Zweiten Kaiserreichs von 1852 bis 1870 hieß sie Garde de Paris. In der Dritten Republik bis 1940 erhielt die Garde den Namen Garde républicaine de Paris.
Während des Deutsch-Französischen Krieges von 1870/71 und der Pariser Kommune 1871 erlitt die Garde einige Verluste bei Kämpfen. Im Zweiten Weltkrieg folgte ein Teil der Garde der französischen Regierung nach Vichy zum Schutz des Vichy-Regimes; der andere Teil verblieb in Paris.
Staatspräsident Giscard d’Estaing gab der Garde 1978 ihren noch heute gültigen Namen und übertrug die Polizeiaufgaben der Police nationale.
An der 2000-Jahr-Feier der Stadt Trier am 27. Mai 1984 beteiligte sich an der Porta Nigra die berittene Garde Républicaine an der Parade mit einem Zug des Le régiment de cavalerie.